# Constituționalul
Constituționalul a fost un ziar publicat de Junimea apărut ca urmare a fuziunii ziarului Epoca cu ziarul România liberă la 15 iunie 1889.
La 14 decembrie 1900, a fuzionat cu ziarul Timpul, devenind ziarul Conservatorul.
Printre colaboratorii ziarului s-a numărat inițial și Ion Luca Caragiale, care însă mai apoi, în anii săi de poziție critică față de Junimea, a ironizat forma lipsită de fond a unora din articolele acestui ziar, ca de exemplu în articolul „«Constituționalul» poet”.